# Матиця чорногорська
Матиця чорногорська (чорн. Matica crnogorska, Сербо-хорватська вимова: [mâtit͡sa t͡srnǒɡorska]) — чорногорська культурна установа. Заснована 1993 року як неурядова організація, що пропагує національну та культурну ідентичність Чорногорії та чорногорську мову. У 2008 році Парламент Чорногорії ухвалив Закон про Матицю Чорногорську, який надав їй статус незалежної культурної установи.
У 2000 році вона почала видавати журнал «Matica».

## Історія
Матиця Чорногорська була утворена 22 травня 1993 року у Цетинє. Матиця була однією із твердих прихильників незалежності країни. 18 березня 2008 року Парламент Чорногорії прийняв Акт Матиці Чорногорської, який визначає її як незалежну організацію в галузі культури.

## Президенти
Президенти Матиці Чорногорської:
- Драган Радулович (22 травня 2013 — теперішній час)
- Бранко Баньевич (23 січня 1999 — 22 травня 2013)
- Божина Іванович (22 травня 1993 — 23 січня 1999)